# Mapimí
Mapimí ist ein Ort mit ca. 6.000 Einwohnern und Hauptort einer gleichnamigen Gemeinde (municipio) mit insgesamt knapp 30.000 Einwohnern im Bundesstaat Durango in Mexiko. Im Jahr 2012 wurde Mapimí zum Pueblo Mágico gekürt; außerdem gehören der Ort und die Minen in der Umgebung als Teil des Camino Real de Tierra Adentro seit dem Jahr 2010 zum UNESCO-Weltkulturerbe.

## Lage und Klima
Der Ort Mapimi liegt in einer wüstenartigen Umgebung (Bolsón de Mapimí) ca. 290 km (Fahrtstrecke) nordöstlich von Victoria de Durango, der Hauptstadt des Bundesstaats, in einer Höhe von ca. 1300 m. Die Grenzen zu den Bundesstaaten Coahuila und Chihuahua sind nur ca. 20 bzw. 50 km entfernt. Das Klima ist trocken, warm und nahezu wüstenartig; der spärliche Regen (ca. 290 mm/Jahr) fällt ganz überwiegend im Sommerhalbjahr.

## Bevölkerung
| Jahr      | 2000  | 2005  | 2010  |
| Einwohner | 4.512 | 4.765 | 5.623 |

Der überwiegende Teil der Bevölkerung ist indianischer Abstammung.

## Wirtschaft
Die Menschen des Ortes lebte bis ins frühe 19. Jahrhundert hinein von den in der Umgebung ausgebeuteten Erzminen, in denen Gold, Silber, Kupfer und Blei gefunden wurde. Die weitgehend als Selbstversorger lebenden Indianer pflanzten vor allem Mais, Bohnen, Melonen etc.; auch Hühner und ein paar Schafe und Ziegen wurden gehalten.

## Geschichte
Jesuiten gründeten hier im ausgehenden 16. Jahrhundert eine Missionsstation, von der ausgehend weite Teile Nordmexikos evangelisiert wurden. Im 17. und frühen 18. Jahrhundert kam jedoch wiederholt zu blutigen Aufständen der in der Region ansässigen Indianerstämme. Danach wuchs der Ort zu einer Kleinstadt mit geradlinigem Straßennetz heran.

## Sehenswürdigkeiten
- Die im 18. Jahrhundert erbaute einschiffige Kirche Santiago Apostól ist dem hl. Jakobus dem Älteren geweiht. Bemerkenswert ist der aus Hausteinen gefertigte Mittelteil der Fassade.[4]
- Mehrere Häuser der Kleinstadt verströmen noch ein koloniales Flair.

Umgebung
- Die ca. 5 km südöstlich gelegene Ojuela-Mine beeindruckt durch ihre Lage, die Ruinen und durch eine weitgespannte Fußgänger-Hängebrücke.

## Persönlichkeiten
- Cosmé McMoon (1901–1980), mexikanisch-US-amerikanischer Pianist und Komponist